# Philip M. Parker
Pour les articles homonymes, voir Parker.
Philip M. Parker (né le 20 juin 1960) est un inventeur, écrivain et économiste américain travaillant en France.

## Biographie
Né dyslexique, Philip M. Parker développe très tôt une passion pour les dictionnaires. Il est diplômé en mathématiques, biologie et économie. Il reçoit un doctorat en économie d'entreprise de la Wharton School de l'université de Pennsylvanie et un master en finance et banque de l'université d'Aix-Marseille et en économie de gestion (en) de Wharton.
Il est consultant senior chez EMCI et économiste chez Nathan Associates à Washington, avant de rejoindre l'Institut européen d'administration des affaires.
Actuel titulaire de la chaire professorale des sciences de la gestion à l'Institut européen d'administration des affaires de Fontainebleau, il a breveté une méthode pour produire automatiquement un ensemble de livres similaires depuis un modèle rempli de données issues de base de données et de recherches sur Internet. Il affirme que ses programmes ont produit plus de 200 000 livres, qu'il publie dans diverses rubriques de la maison Icon Group International. Via EdgeMaven Media, il fournit également des applications à des entreprises de différents domaines pour créer leur propre contenu informatique,. Il est également l'auteur de plus de 1,3 million de poèmes numériques générés à l'aide de la théorie des graphes.

## Travail

### Livres d'économie
En plus de co-écrire des articles économiques techniques, Philip M. Parker est l'auteur de six livres sur le développement économique national et les divergences économiques. Ceux-ci insistent sur le fait que les fonctions d'utilité et de consommation doivent être limitées par des lois physiques, contre des axiomes économiques violant des lois de la physique telles que la conservation de l'énergie.
- Climatic Effects on Individual, Social and Economic Behavior, Greenwood Press, 1995
- Cross-Cultural Statistical Encyclopedia of the World, Greenwood Press, 1997. Une encyclopédie en quatre volumes, qui transforme les statistiques économiques nationales et internationales du monde en groupes linguistiques, religieux et ethniques.
- Physioeconomics: The Basis for Long-Run Economic Growth. MIT Press, 2000. Prévision des tendances économiques et démographiques mondiales à l'horizon 2100 dans laquelle il conclut que la convergence économique à long terme entre différents groupes culturels est peu probable. Il explique pourquoi la distance par rapport à l'équateur est importante pour le développement économique. Son explication du paradoxe équatorial est basée sur ce qui suit :
  1. les humains sont des mammifères tropicaux, plus adaptés pour vivre dans un climat à une température autour de 25 °C ;
  2. à mesure que la distance à l'équateur augmente, l'angle du soleil se réduit et la température moyenne diminue, et donc l'exposition à la lumière naturelle du soleil diminue ;
  3. pour survivre dans des endroits éloignés de l'équateur, les habitants ont du apprendre et maîtriser la fabrication de vêtements, de nourriture, etc., pour survivre et non pour le luxe ;
  4. de ce point de vue, le PIB est fortement pondéré comme indicateur de la misère naturelle de l'environnement dans lequel on vit ;
  5. en maîtrisant les méthodes permettant de survivre au fil des siècles, les hommes des hautes latitudes ont accumulé plus de connaissances et de technologies physiques pour produire des biens ;
  6. à mesure que les populations augmentent, les technologies sociales (institutions, droit, etc.) se développent en tant que mécanismes d'adaptation ;
  7. ces technologies sociales et ces traits culturels ont permis la reproduction de technologies sociales et physiques au cours de siècles de capital social, culturel et physique croissant et cumulatif.

### Dictionnaire en ligne
Philip M. Parker participe également – en tant qu’entrepreneur et éditeur – à des projets de travail relatifs aux nouveaux médias. Il est l'instigateur du Webster's Online Dictionary: The Rosetta Edition, un dictionnaire en ligne multilingue créé en 1999, aujourd'hui dans le domaine public,,.

### Livres générés automatiquement
La plupart des livres générés automatiquement par Philip M. Parker sont destinés à des marchés de niche (concept de la « longue traîne »). Les exemples comprennent :
- Une série de livres sur des sujets médicaux co-écrite avec James N. Parker : la série des Official Patient's Sourcebook qui traite de maladies classiques comme le canal lombaire étroit ou l'hépatite auto-immune[10],[11] et la série des 3-in-1 Medical Reference qui traite de sujets médicaux généraux comme l'hémoglobine[12].
- Une série sur la demande future de certains produits dans certaines régions du monde, composée principalement de tableaux et de graphiques : le livre The 2009-2014 World Outlook for 60-milligram Containers of Fromage Frais a remporté le prix Bookseller/Diagram 2008[13].
- Une série de livres de mots croisés inter-langues, par exemple Webster's English to Italian Crossword Puzzles: Level 1, et de lexique Webster's Quechua – English Thesaurus Dictionary. Certains de ces titres ont suscité des inquiétudes auprès de linguistes qui ont invoqué des inexactitudes et des droits d'auteur et de citation dans certaines langues couvertes dans ces volumes. Parker a supprimé les titres concernés de l'imprimé en déclarant qu'il ne savait pas que quiconque revendiquait des droits de propriété intellectuelle sur les langues[14].
- Une série de recueil de citations intitulée Webster's Quotations, Facts and Phrases, chaque volume compilant des citations comportant un mot anglais spécifique[15]. Le professeur d'anglais Nicholas Royle note que Veering: Webster's Quotations, Facts and Phrases contient des citations sans rapport avec le mot « virant » ou utilisant « déviant » uniquement comme nom propre; il décrit le livre comme « assez bizarre » et « absurdement cher »[16].

Tous les livres sont des livres de poche auto-publiés. 95% des livres commandés sont envoyés par voie électronique; les autres sont imprimés à la demande. Parker prévoit d'étendre les programmes pour produire des romans d'amour.

### Initiatives de développement économique
À partir de 1998, Philip M. Parker lance des initiatives d'alphabétisation, sur la base de ses consultations avec la Banque mondiale, visant à créer du matériel pédagogique pour les langues mal desservies. Celles-ci incluent des programmes capables de produire des scripts pour des jeux télévisés animés destinés à enseigner l'anglais à des locuteurs non natifs, dont certains sont disponibles sur YouTube. Récemment, il a collaboré à divers projets parrainés par la Fondation Bill-et-Melinda-Gates. Pour un projet, Parker travaille avec la fondation Prota en aidant les chercheurs à synthétiser plus rapidement les informations dispersées sur les plantes tropicales utiles. Cela aboutit à la création d'un portail d'accès public couvrant la biodiversité des plantes en Afrique. Dans un autre projet, il crée des programmes automatisés de météo pour une radio rurale en collaboration avec Farmer Voice Radio. Des projets similaires sont en cours avec la Grameen Foundation (en), Farm Radio International (en), et la GSM Association, générant des textes radiophoniques, du contenu de centres d'appels agricoles et des plates-formes de contenu SMS au Kenya, en Ouganda, au Malawi et en Inde, entre autres pays en développement.

### Poésie numérique
À l'aide d'un ensemble de programmes d'automatisation appelé « Eve », Philip M. Parker applique ses techniques à la poésie numérique ; il affirme avoir publié plus de 1,3 million de poèmes, aspirant à créer un poème pour chaque mot de la langue anglaise. Il se réfère à ceux-ci en tant que « poèmes théoriques de graphes » car ils sont générés à l'aide de la théorie des graphes, où les « graphes » font référence aux valeurs mathématiques reliant des mots les uns aux autres dans un réseau sémantique. Il publie dans la section lexique de son dictionnaire en ligne les valeurs utilisées dans ces algorithmes. Les genres produits sont les suivants : acrostiche, butterfly, quintil, poème diamant, ekphrasis, fib ou poésie de Fibonacci, poésie gnomique (en), haïku, Tirukkuṟaḷ, limerick, quintil miroir, nonet, octosyllabe, pi, quinzaine, rondelet, sonnet, tanka, unitoum, waka, vers simples, et épigramme xénia (en). Les genres sont créés par Parker pour créer un poème pour chaque lettre de l'alphabet anglais, y compris Yoda, pour Y (poème utilisant la structure grammaticale du célèbre personnage de Star Wars), et Zedd pour Z (en forme de la lettre Z). Ses poèmes sont de nature didactique et soit définissent le mot d'entrée en question, soit soulignent ses antonymes. Il annonce son intention d'élargir ces langues à de nombreuses langues et expérimente d'autres formes poétiques.

#### Articles de presse
- Marc Abrahams, « Speed Writing – Take a Leaf Out of Philip M Parker's Book », The Guardian,‎ 29 janvier 2008 (lire en ligne, consulté le 24 février 2012)
- Marc Abrahams, « Automatic Writing – Further Volumes of Philip M Parker », The Guardian,‎ 4 février 2008 (lire en ligne, consulté le 24 février 2012).